# Hayat Meziani
Hayat Meziani est une femme politique algérienne, née en 1964 en Algérie dans la wilaya d'Alger,.

## Biographie
Hayat Meziani est née en 1964 dans la wilaya d'Alger,.

## Parcours politique
Hayat Meziani a adhéré au Front des forces socialistes (FFS) dans sa jeunesse,.
Lors des Élections législatives algériennes de 2012, Hayat Meziani a été élue comme députée du FFS à l'Assemblée populaire nationale (APN) pour la wilaya d'Alger,.
En 2016, Hayat Meziani faisait partie du secrétariat national du FFS sous la direction du Premier secrétaire national Abdelmalek Bouchafa,.
Elle a assumé le poste de Secrétaire nationale chargée du développement durable au FFS,.
Hayat Meziani a animé plusieurs activités de formation des militants du FFS dans les différentes sections communales.
Elle présente sa candidature aux élections législatives algériennes de 2021 sur une liste du parti La Voix du Peuple de Lamine Osmani.

### Vidéo
- [vidéo] « Table ronde du FFS sur le développement local », sur YouTube.